# Eutelsat 36A
Eutelsat 36A (ранее Eutelsat W4) — спутник связи, принадлежащий французскому спутниковому оператору Eutelsat, предназначен для предоставления DTH услуг на территории России, СНГ, а также в странах Африки. До 2016 года Eutelsat 36A располагался на геостационарной орбите в точке стояния 36°E.
Спутник охватывает Западную Россию и большую часть Центральной и Южной частей Африки.
Eutelsat 36A был запущен в 2000 году и по словам компании Eutelsat покрывает территорию вещания от Скандинавии до Каспийского моря. Спутник предоставлял коммерческую аренду теле- и радиоканалов для украинской компании «Поверхность Плюс» и российской компании «НТВ-Плюс», а также для ТРК «Новый Век» и «Триколор ТВ». Также спутник осуществлял трансляцию большого количества каналов в фокусированном луче на Нигерию и часть Северной Африки и таким образом носил трансконтинентальный характер.
12 из 31 транспондеров спутника Eutelsat 36A занимаются коммерческим обслуживанием стран Субсахарной Африки через направленный луч, а ещё один направленный луч спутника обслуживает Западную Африку. Eutelsat 36A стал первым операционным спутником по обслуживанию Субсахарной Африки в области Ku-диапазона. Компания MultiChoice особо отметила роль спутника в обеспечении своих трансляций на Западную Африку и острова Индийского океана.
Смена названия спутника произошла в марте 2012 года, вместе со сменой названий многих других спутников связи. Проектный срок существования — 12 лет, но в связи с тем, что к моменту окончания этого срока спутник находился в прекрасном состоянии, было решено продлить срок активного существования до 17 лет.
В апреле 2016 года спутник был перемещен в орбитальную позицию 70 градусов восточной долготы и был переименован в "Eutelsat 70C". В апреле 2019 года аппарат был перемещен в позицию 48 градусов восточной долготы и был вновь переименован в "Eutelsat 48E".

## История создания
Спутник Eutelsat 36A создавался для расширения зоны предоставляемых услуг на восточную Европу и центральную Азию. Исторически данные зоны не были покрыты из-за советского влияния. В качестве точки стояния была арендована позиция 36° в. д., где помимо этого спутника разместился также запущенный в 2000 году аппарат SESAT-1. Эти два спутника были посвящены Артуру Кларку — «отцу» геостационарной орбиты, который был произведён в рыцари 26 мая 2000 года — через двое суток после запуска Eutelsat 36A.

## Конструкция
Спутник разработан международным консорциумом, возглавлявшимся Aerospatiale of France (ныне Alcatel Space), основными подрядчиками в котором были DASA (Германия), Alenia Aerospazio of Italy и Space Systems/Loral (США). В качестве базовой платформы использована Spacebus 3000. Аппарат имеет размеры 4,6×2,5×1,8 м, высота после раскрытия антенн — 2,9 м, ширина с раскрытыми солнечными батареями — 29 м. Масса аппарата на старте — 3190 кг, по достижении целевой орбиты — 2800 кг, сухой вес — 1285 кг. Мощность обеспечиваемая солнечными батареями в конце существования аппарата по расчётам составит не менее 5,84 кВт..
Антенна с круговой поляризацией для покрытия территории России имеет отражатель специальной формы, единственный облучатель и поляризатор. Для формирования африканского фиксированного луча с линейной поляризацией используется двойной решётчатый отражатель с двумя облучателями. Перенаправляемая антенна имеет конструкцию Грегори с основным отражателем специальной формы и вторичным зеркалом.

## Запуск
Для запуска спутника был заключён контракт с компанией International Launch Services. В качестве ракета-носителя впервые была использована новая модификация Атлас-3 с двигателями РД-180 на первой ступени — это первая американская ракета, использующая российский двигатель.
Старт ракеты-носителя был произведён 24 мая 2000 года в 23:10:05 UTC с площадки SLC-36B расположенной на мысе Канаверал. Через 29 минут после старта аппарат успешно отделился от ракета-носителя, а через четыре часа были частично развёрнуты панели солнечных батарей. После этого аппарат провёл ряд орбитальных манёвров для достижения геостационарной орбиты, они проводились под управлением германского центра авиации и космонавтики расположенного в посёлке Оберпфаффенхофен.

## Трансляция
Спутник транслирует сигнал в Ku-диапазоне, транспондеров других диапазонов на спутнике не имеется. Всего на спутнике Eutelsat 36A имеется 31 транспондер, с которых возможен прием сигнала, почти на каждом из этих транспондеров вещается какой либо пакет телеканалов, радиоканалов.
Центральные частоты транспондеров и ширина каналов совместимы со стандартом Broadcasting Satellite Service (BSS). Все каналы имеют полосу пропускания 33 МГц. Все 31 канал рассчитаны на работу на полной мощности в течение всех 12 лет активного существования.
19 транспондеров образуют мощный фиксированный луч с круговой поляризацией направленный на территорию России. Ещё два луча с линейной поляризацией (один фиксированный и один перенастраиваемый) предназначены для вещания на территории Африки. Сервисов по передаче данных, таких как спутниковый интернет на спутнике не имеется.
Спутник Eutelsat 36A ретранслировал 264 канала, 19 из которых вещали в открытом виде (FTA) и 245 в закодированном виде. Приём открытых каналов со спутника Eutelsat 36A был возможен на любые бытовые спутниковые приёмники, поддерживающие формат вещания транспондера. Прием закодированных каналов был возможен на ресиверы с поддержкой соответствующей кодировки и действующей подписки на пакеты каналов оператора.

### Трансляция в России
Вещание на Россию обеспечивается лучом «36A Russia».
В России спутник применялся для вещания самых крупных спутниковых платформ России — «Триколор ТВ» и «НТВ-Плюс». Российский луч спутника обеспечивает покрытие европейской части страны.
На спутнике Eutelsat 36A до 2016 года была расположена часть транспондеров «Триколор ТВ» и транспондеров «НТВ-Плюс». Также эти транспондеры расположены на спутнике Eutelsat 36B, ранее именовавшемся Eutelsat W7.
27 июня 2013 года спутник Eutelsat 36A был использован при первой публичной трансляции в формате Ultra HD в России. 16 минутный фильм передавался через 34-й транспондер спутника. Видеоданные имели разрешение 3840×2160 пикселов, 25 кадр/с, скорость передачи составила 40 Мбит/с, для сжатия был использован стандарт MPEG-4.

### Трансляция на Украине
Eutelsat 36A стал спутником, выбранным для первого сервиса прямого спутникового вещания на Украине.

### Трансляция в Африке
Eutelsat 36A предоставляет сервис крупнейшим спутниковым операторам Африки Multichoice Africa, hiTV.